# Социальная изоляция
Социа́льная изоля́ция — социальное явление, при котором имеет место отторжение индивида или социальной группы от других индивидов или социальных групп вследствие резкого прекращения или сокращения социальных контактов и взаимоотношений.
Обычно к изоляции прибегает та сторона, которая в процессе общения чувствует себя несчастной. Но изоляция не обязательно предусматривает вражду. Любые деструктивные действия, если они и происходят, имеют целью исключительно прекращение контактов и заканчиваются сразу после этого. Изоляция отдельного человека может быть:
- от конкретного человека (приятного или неприятного) (частный случай);
- от конкретной группы лиц (имеющей для него значение);
- от общества в целом (или от большей части) (крайний случай).

Приводимые ниже типы и виды применимы для каждого из этих случаев. Изоляцию одних социальных групп от других можно рассматривать как изоляцию (входящего в одну группу) индивида от другой группы.

## Причины
Социальная изоляция является одновременно потенциальной причиной и симптомом психоэмоциональных проблем. Под причиной понимается неспособность взаимодействовать с окружающим миром. Как симптом, периоды изоляции могут быть хроническими или эпизодическими в зависимости от каких-либо циклических изменений настроения, особенно в случае клинической депрессии.
В случае изоляции, связанной с настроением, индивидуум может изолироваться во время депрессии, ожидая, когда его настроение улучшится. Человек может попытаться оправдать такое своё поведение как более приятное или удобное. Признать своё одиночество может быть очень трудно, потому что это почти как если бы человек признал отсутствие чувств принадлежности, любви и привязанности, которые являются наиболее фундаментальными областями жизни. Изоляция может увеличить чувства одиночества и депрессии, страх перед другими людьми или создать негативную самооценку. Согласно результатам исследования, проведённого Киммо Херутта, Пекка Мартикайнен, Юсси Вахтера, человек, который живёт один, в большей мере социально изолирован и может обратиться к употреблению алкоголя и других веществ. 
Социальная изоляция может начаться в детстве. Примером того может быть чувствительный ребёнок, который считает себя (оправданно или нет) запуганным или недооценённым. За это время развития человек может стать более озабоченным чувствами и мыслями о своей индивидуальности, которыми нелегко делиться с другими людьми. Это может быть результатом чувства стыда, вины или отчуждения в детстве. 
Социальная изоляция может также быть вызвана отклонениями в развитии. Лица с нарушениями в обучаемости могут столкнуться с проблемой в социальном взаимодействии. Эти трудности способны сильно повлиять на уважение индивида и чувство собственного достоинства. Примером может быть необходимость повторить год в школе (чего не происходит во многих странах, именно по этой причине). В раннем детстве необходимость быть принятым имеет первостепенное значение. Дефицит обучения и общения в свою очередь может привести к возникновению чувства изоляции.
Потеря любимого человека может стать причиной социальной изоляции. Например, если человек теряет супруга, он, вероятно, потеряет свою основную социальную поддержку. Теперь он должен найти какой-то другой вид поддержки, чтобы пережить этот трагический период. Исследования показали, что вдовы, которые поддерживают связь с друзьями или родственниками, имеют лучшее психологическое здоровье. Социальная изоляция негативно сказывается на психическом здоровье человека.

## Типы социальной изоляции
- Полная изоляция — полностью отсутствуют как личные контакты с другими людьми, так и опосредованные способы общения (телефон, письмо). Такая изоляция от всего общества переживается человеком как тяжелейшее испытание. Примеры: необитаемый остров, одиночное заключение.
- Физическая изоляция — не имеющий возможности (желания) личной встречи, индивид свободно общается через технические средства связи — телефон, почту, Интернет. Телефонная (и видео-) связь, как очень близкая к непосредственному общению, предпочитается или игнорируется соответственно желанию или избеганию личных встреч. Примеры: хикикомори, монахи, болезнь, карантин, разные города/страны.
- Формальное (деловое, бытовое) общение — индивид является полноправным членом группы, однако (у него в этой группе) минимум неформального общения, то есть — социальных контактов. Является нормой для функциональных групп (работа, учёба, организации) и незнакомых людей. Такой тип изоляции от всех окружающих людей происходит при попадании в полностью другую среду (переезд в другой город, тюрьма, армия) — временно, до вхождения в одну из групп, или надолго — в случае отторжения индивида в закрытой группе («изгои» в тюрьме, армии, школе).

## Виды (по инициатору)
- (общество) Принудительная изоляция — индивида или социальную группу изолируют в местах лишения свободы, это один из факторов существования уголовных субкультур или контркультур. Примеры: тюрьмы, больницы с принудительным лечением.
- (индивид) Добровольная изоляция индивида или социальной группы происходит под действием двух факторов: 1) по собственному желанию или убеждению; 2) из-за влияния субъективных факторов. Примеры: монахи, отшельники, хикикомори (физическая изоляция от общества); замкнутость/скрытность/недоверие при общении с людьми (чистая социальная самоизоляция).
- (случай) Невольная (вынужденная) изоляция — происходит по причине случайных объективных факторов: незапланированное длительное пребывание в безлюдном месте или во враждебной/чуждой/незнакомой социальной среде, болезнь. В случае чуждой социальной среды с течением времени возможно вливание в неё, однако полного удовлетворения эти отношения не приносят. Как правило, такая изоляция (места пребывания) временны и покидаются индивидом при первой возможности.
- (группа) Разрыв отношений, бойкот — другие участники социальной группы минимизируют любое (даже формальное) общение с индивидом (как правило, из-за нарушения им норм данного общества). В мобильных группах оканчивается добровольным уходом индивида из группы или его изгнанием.
- (самоизоляция) Анахоретство — психопатологический симптом, характеризующийся добровольной самоизоляцией, затворничеством, уходом от контактов с окружением и избеганием общественной деятельности.